# Al Attles
Alvin Austin «Al» Attles Jr. (Newark, Nueva Jersey, 7 de noviembre de 1936-20 de agosto de 2024) fue un jugador y entrenador de baloncesto estadounidense que jugó durante once temporadas en la NBA, además de ejercer como entrenador otras catorce, siempre en el mismo equipo, los San Francisco Warriors. Con 1,83 metros de estatura, lo hacía en la posición de base.

## Trayectoria deportiva

### Universidad
Jugó durante tres temporadas con los Aggies de la Universidad de North Carolina A&T, en las que promedió 13,1 puntos y 3,3 rebotes por partido.

### Profesional
Fue elegido en la trigésimo novena posición del Draft de la NBA de 1960 por Philadelphia Warriors, donde jugó como base suplente, dando minutos de descanso al titular Guy Rodgers. En su primera temporada en el equipo promedió 7,0 puntos y 2,3 asistencias por partido. Al año siguiente ganó protagonismo, alcanzando la titularidad, y disputando la que a la postres sería su mejor temporada en los profesionales, promediando 11,3 puntos, 4,7 rebotes y 4,4 asistencias por encuentro.
En la temporada 1962-63 el equipo se trasladó a San Francisco, cambiando de conferencia, y sufriendo en su primera temporada en el Oeste el pasar de ser un equipo de élite a no clasificarse para los playoffs. Pero todo cambió al año siguiente, logrando llegar a las finales de la NBA, donde cayeron derrotados por Boston Celtics. Attles promedió ese año 10,9 puntos y 3,4 rebotes.
Jugó durante 7 temporadas más en el equipo, las dos últimas como jugador-entrenador. En el total de su carrera promedió 8,9 puntos, 3,5 rebotes y 3,5 asistencias.

### Entrenador
A finales de la temporada 1969-70 asumió el puesto de jugador-entrenador de los Warriors, para centrarse definitivamente en las labores del banquillo un año después. Su mayor éxito se produciría en la temporada 1974-75, con una plantilla liderada por Rick Barry, consiguieron ganar las Finales a Washington Bullets por un contundente 4-0, cuando el año anterior ni siquiera habían podido clasificarse para los playoffs. Se convirtió así en el segundo entrenador afroamericano en ganar un anillo de campeón como entrenador, tras Bill Russell.
Las dos temporadas siguientes siguieron clasificándose para los playoffs, pero cayeron en la final de la Conferencia Oeste en temporada 1976 ante Phoenix Suns y al siguiente en semifinales ante Los Angeles Lakers. Sus 6 últimas temporadas fueron un calvario, no logrando clasificar al equipo en ninguna de ellas para los playoffs, hasta que dejó el puesto al finalizar la temporada 1982-83. Posteriormente ejerció las labores de general mánager del equipo.

## Estadísticas de su carrera en la NBA
|  | Denota temporadas en las que ganó un campeonato de la NBA |
|  | Líder de la liga                                          |

### Temporada regular
| Año     | Equipo        | PJ  | MPP  | TC%  | TL%  | RPP | APP | PPP  |
| ------- | ------------- | --- | ---- | ---- | ---- | --- | --- | ---- |
| 1960–61 | Philadelphia  | 77  | 20.1 | .409 | .599 | 2.8 | 2.3 | 7.0  |
| 1961–62 | Philadelphia  | 75  | 32.9 | .474 | .592 | 4.7 | 4.4 | 11.3 |
| 1962–63 | San Francisco | 71  | 26.4 | .478 | .646 | 2.9 | 2.6 | 10.4 |
| 1963–64 | San Francisco | 70  | 26.9 | .452 | .673 | 3.4 | 2.8 | 10.9 |
| 1964–65 | San Francisco | 73  | 23.7 | .384 | .624 | 3.3 | 2.8 | 9.4  |
| 1965–66 | San Francisco | 79  | 26.0 | .503 | .611 | 4.1 | 2.8 | 11.2 |
| 1966–67 | San Francisco | 69  | 25.6 | .454 | .583 | 4.7 | 3.9 | 7.4  |
| 1967–68 | San Francisco | 67  | 29.7 | .467 | .694 | 4.1 | 5.8 | 9.8  |
| 1968–69 | San Francisco | 51  | 29.7 | .451 | .638 | 3.5 | 6.0 | 8.2  |
| 1969–70 | San Francisco | 45  | 15.0 | .386 | .664 | 1.6 | 3.2 | 5.1  |
| 1970–71 | San Francisco | 34  | 9.4  | .407 | .585 | 1.2 | 1.7 | 2.0  |
| Total   | Total         | 711 | 25.1 | .451 | .632 | 3.5 | 3.5 | 8.9  |

### Playoffs
| Año   | Equipo        | PJ  | MPP  | TC%  | TL%  | RPP | APP | PPP  |
| ----- | ------------- | --- | ---- | ---- | ---- | --- | --- | ---- |
| 1961  | Philadelphia  | 3   | 36.7 | .462 | .357 | 4.0 | 3.0 | 9.7  |
| 1962  | Philadelphia  | 12  | 28.2 | .368 | .548 | 4.6 | 2.3 | 6.1  |
| 1964  | San Francisco | 12* | 32.2 | .403 | .536 | 3.1 | 2.5 | 12.2 |
| 1967  | San Francisco | 15* | 15.8 | .435 | .375 | 4.1 | 2.5 | 3.1  |
| 1968  | San Francisco | 10  | 27.7 | .403 | .767 | 5.3 | 7.0 | 7.3  |
| 1969  | San Francisco | 6   | 18.2 | .333 | .250 | 3.0 | 3.5 | 2.5  |
| 1971  | San Francisco | 4   | 11.8 | .571 | .571 | 2.0 | 2.8 | 3.0  |
| Total | Total         | 62  | 24.3 | .403 | .544 | 4.0 | 3.3 | 6.4  |